# Ђулио Чезаре Бранкачо
Ђулио Чезаре Бранкачо (1515—1586) био је италијански ратник и војни градитељ.
Прочуо се по утврђењима која је подигао у Тунису. Написао је неколико дела, међу којима и разговоре о рату чији се рукопис чува у библиотеци у Сијени.